# Phaonia annulata
Phaonia annulata är en tvåvingeart som först beskrevs av Albuquerque 1957.  Phaonia annulata ingår i släktet Phaonia och familjen husflugor. Inga underarter finns listade i Catalogue of Life.